# Jazz Journalists Association
La Jazz Journalists Association (JJA) es una organización internacional con todo tipo de profesionales de medios que documentan, promulgan o aprecian el jazz. 
En 2016, cuenta con aproximadamente 250 miembros, incluidos periodistas profesionales, estudiantes, asociados de la industria e instituciones de apoyo, principalmente en América del Norte, pero también en otros continentes. La misión de la asociación es "promover altos estándares y respeto por nuestras obras, crear una red profesional y aumentar el interés general por el jazz". Es una corporación sin fines de lucro. El presidente de la asociación (a partir de 2016) es el escritor de jazz Howard Mandel.  
La organización se fundó después de que escritores y locutores involucrados en el jazz se reunieran en 1987 en Chicago. Desde entonces, la JJA ha celebrado reuniones y paneles de discusión, coincidiendo frecuentemente con los principales festivales de jazz de América del Norte, y actividades en línea, incluidos sus seminarios web de capacitación en video eyeJAZZ.  Creó un sitio web, www. Jazzhouse.org, en 1996 y en 2007 transfirió actividades a JJANews.org y Members.jazzjournalists.org; La JJA también mantiene páginas de Facebook para actividades específicas. La revista trimestral de la JJA, Jazz Notes, está archivada en JJANews.org junto con contenido nuevo. JJANews se centra en información de empresa a empresa, para periodistas y otras personas involucradas profesionalmente en el jazz. 

## Premios
En 1997, la asociación, con el productor Michael Dorf, entonces de Knitting Factory], fundó los Jazz Awards, que se otorgan a la excelencia tanto en la música como en el periodismo musical. Originalmente, los premios se entregaban en una fiesta en Nueva York cada mes de junio; A partir de 2014, los premios a la música se anuncian el 15 de abril y los miembros de JJA los entregan a los músicos en sus presentaciones en todo Estados Unidos. Los premios de periodismo y medios se anuncian y entregan en una fiesta en junio en Nueva York.
En 2010, la JJA estableció una campaña mediática llamada "Jazz April" para celebrar el Mes de Apreciación del Jazz (según lo declarado por la Institución Smithsonian) que culminó con el Día Internacional del Jazz (establecido por la UNESCO con el apoyo del Instituto de Jazz Thelonious Monk).   Los JJA Jazz Awards se transmitieron como video en vivo en 2010 y 2011; esos programas están archivados en su totalidad en UStream.com.